# 高频协调大会
高频协调大会（简称HFCC），是国际电信联盟（ITU）的一个部门成员和区域协调组。

## 简介
HFCC为非营利组织，其总部位于捷克布拉格。该组织成立于1990年，主要从事全球短波广播频率（通常位于3-30MHz的高频频段）协调业务，并在每年春秋两季各举行一次短波频率协调会议，促进全球短波需求数据共享，减少频率冲突。HFCC每年协调产生的“A”“B”两版全球短波时间频率表，分别对应北半球夏季（3月底至10月底）和冬季（10月底至次年3月底）。